# Libéria nos Jogos Olímpicos de Verão de 1960
A Libéria competiu nos Jogos Olímpicos de Verão de 1960 em Roma, Itália.
El equipo olímpico liberiano no obtuvo ninguna medalla en estos Juegos.